# Airbag (film)
Pour les articles homonymes, voir Airbag (homonymie).
Pour plus de détails, voir Fiche technique et Distribution.
Airbag est une comédie espagnole écrite et réalisée par Juanma Bajo Ulloa, sortie en 1997.

## Synopsis
Un « garçon à sa mère » nommée Juantxo est fiancé. Forcé d'aller à un party par ses amis Konradin et Paco, il y perd sa bague de fiançailles dans l'anus d'une prostituée. Le mafioso qui dirige le bordel où s'est passé le party, trouve la bague. Quand Konrandin et ses amis essaient de récupérer l'objet, ils sont pris dans la tourmente d'une guerre de gangs.

## Fiche technique
- Titre : Airbag
- Réalisation : Juanma Bajo Ulloa
- Scénario : Karra Elejalde, Juanma Bajo Ulloa et Fernando Guillén Cuervo
- Musique : Bingen Mendizábal
- Photographie : Gonzalo F. Berridi
- Montage : Pablo Blanco
- Société de production : ARD Degeto Film, Asegarce Zinema, Canal+, Euskal Irrati Telebista, MGN Filmes, Marea Films, Road Movies Dritte Produktionen, Televisión Española et Virgin
- Pays :  Espagne,  Portugal et  Allemagne
- Genre : Action, comédie et thriller
- Durée : 124 minutes
- Dates de sortie : 
  -  Espagne : 20 juin 1997

## Distribution
- Fernando Guillén Cuervo : Konradín
- Karra Elejalde : Juantxo
- Alberto San Juan : Pako
- Manuel Manquiña : Pazos
- Maria de Medeiros : Fátima do Espíritu Santo
- Francisco Rabal : Villambrosa
- Rosa Maria Sardà : Aurora
- Luis Cuenca : Souza
- Pilar Bardem : La Herme
- Karlos Arguiñano : Don Serafín
- Rossy de Palma : Carmina